# Персі (Манш)
Персі́ (фр. Percy) — колишній муніципалітет у Франції, у регіоні Нормандія, департамент Манш. Населення — 2289 осіб (2011).
Муніципалітет був розташований на відстані близько 260 км на захід від Парижа, 70 км на південний захід від Кана, 24 км на південь від Сен-Ло.

## Історія
До 2015 року муніципалітет перебував у складі регіону Нижня Нормандія. Від 1 січня 2016 року належав до нового об'єднаного регіону Нормандія.
1 січня 2016 року Персі і Ле-Шефрен було об'єднано в новий муніципалітет Персі-ан-Норманді.

## Демографія
Динаміка населення (EHESS і Insee ):
Розподіл населення за віком та статтю (2006):
| Стать | Всього | До 15 років | 15-24 | 25-44 | 45-64 | 65-85 | Понад 85 |
| --- | ------ | ----------- | ----- | ----- | ----- | ----- | -------- |
| Чоловіки | 1035   | 164         | 115   | 236   | 244   | 248   | 28       |
| Жінки | 1179   | 200         | 96    | 236   | 256   | 323   | 68       |
| \| Статево-вікова піраміда \| Статево-вікова піраміда \| Статево-вікова піраміда \| \| ----------------------- \| ----------------------- \| ----------------------- \| \| Чоловіки \| Вік \| Жінки \| \| 28 \| 85 + \| 68 \| \| 60 \| 80-84 \| 64 \| \| 64 \| 75-79 \| 115 \| \| 72 \| 70-74 \| 68 \| \| 52 \| 65-69 \| 76 \| \| 60 \| 60-64 \| 48 \| \| 80 \| 55-59 \| 68 \| \| 44 \| 50-54 \| 76 \| \| 60 \| 45-49 \| 64 \| \| 52 \| 40-44 \| 40 \| \| 80 \| 35-39 \| 84 \| \| 56 \| 30-34 \| 52 \| \| 48 \| 25-29 \| 60 \| \| 52 \| 20-24 \| 36 \| \| 63 \| 15-20 \| 60 \| \| 52 \| 10-14 \| 76 \| \| 76 \| 5-9 \| 48 \| \| 36 \| 0-4 \| 76 \| |        |             |       |       |       |       |          |
| Статево-вікова піраміда |        |             |       |       |       |       |          |
| Чоловіки | Вік    | Жінки       |       |       |       |       |          |
| 28 | 85 +   | 68          |       |       |       |       |          |
| 60 | 80-84  | 64          |       |       |       |       |          |
| 64 | 75-79  | 115         |       |       |       |       |          |
| 72 | 70-74  | 68          |       |       |       |       |          |
| 52 | 65-69  | 76          |       |       |       |       |          |
| 60 | 60-64  | 48          |       |       |       |       |          |
| 80 | 55-59  | 68          |       |       |       |       |          |
| 44 | 50-54  | 76          |       |       |       |       |          |
| 60 | 45-49  | 64          |       |       |       |       |          |
| 52 | 40-44  | 40          |       |       |       |       |          |
| 80 | 35-39  | 84          |       |       |       |       |          |
| 56 | 30-34  | 52          |       |       |       |       |          |
| 48 | 25-29  | 60          |       |       |       |       |          |
| 52 | 20-24  | 36          |       |       |       |       |          |
| 63 | 15-20  | 60          |       |       |       |       |          |
| 52 | 10-14  | 76          |       |       |       |       |          |
| 76 | 5-9    | 48          |       |       |       |       |          |
| 36 | 0-4    | 76          |       |       |       |       |          |

## Економіка
2010 року серед 1261 особи працездатного віку (15—64 років) 926 були активними, 335 — неактивними (показник активності 73,4%, у 1999 році було 71,3%). З 926 активних мешканців працювало 838 осіб (435 чоловіків та 403 жінки), безробітними було 88 (44 чоловіки та 44 жінки). Серед 335 неактивних 104 особи були учнями чи студентами, 138 — пенсіонерами, 93 були неактивними з інших причин.

У 2010 році в муніципалітеті числилось 991 оподатковане домогосподарство, у яких проживали 2268,5 особи, медіана доходів виносила 15 995 євро на одного особоспоживача